# Lehtisensaari och Kuivassaari
Lehtisensaari och Kuivassaari är sammanhängande öar i sjön Suontee och i kommunen Joutsa i landskapet Mellersta Finland, i den södra delen av landet, 180 km nordost om huvudstaden Helsingfors. Öns area är 2,76 kvadratkilometer och dess största längd är 4,7 kilometer i nord-sydlig riktning. Kuivassaari ligger i norr.